# Бачено
Бачено (італ. Baceno, п'єм. Bascén) — муніципалітет в Італії, у регіоні П'ємонт,  провінція Вербано-Кузіо-Оссола.
Бачено розташоване на відстані близько 590 км на північний захід від Рима, 145 км на північ від Турина, 45 км на північний захід від Вербанії.
Населення — 910 осіб (2014).

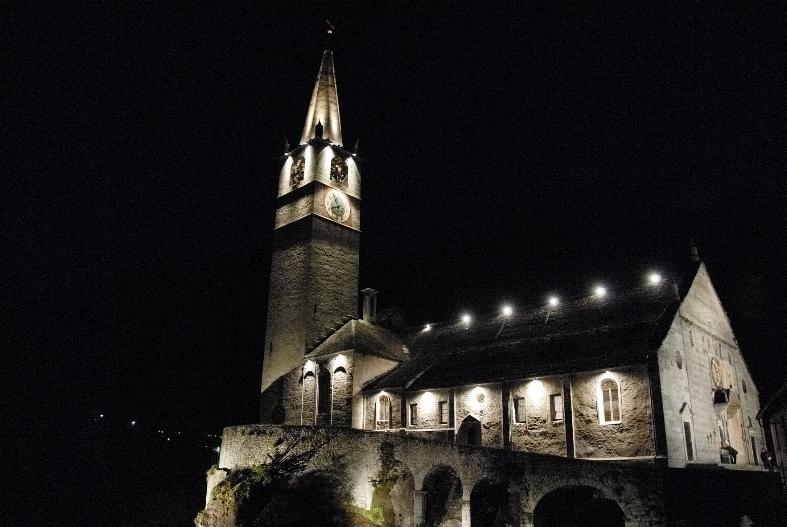

Щорічний фестиваль відбувається 22 січня. Покровитель — San Gaudenzio.

## Демографія
Населення за роками:

Станом на 1 січня 2023 року в муніципалітеті офіційно проживало 28 іноземців з 7 країн, серед них 12 громадян країн Євросоюзу та 10 громадян України.

## Сусідні муніципалітети
- Бінн
- Кродо
- Формацца
- Гренджольс
- Премія
- Варцо